# Antoine Rabelais
Antoine Rabelais est un sénéchal et avocat français du XVIe siècle, père de François Rabelais.

## Biographie
Son père Étienne est mort jeune et sa mère, Andrée Pavin, se marie en secondes noces à un sieur Frapin, qui lui donne six enfants, dont l'un devint chanoine d'Angers, seigneur de Saint-Georges.  Selon Anatole France, au décès de sa mère, survenu en 1505, « Antoine Rabelais hérite du domaine, châtel et maison noble de Chavigny et tous les droits de fiefs, justice, seigneurie et juridiction, cens, rentes et devoirs, prés, pêcheries, pâtures appartenant à la défunte ».
On ignore exactement l'identité de sa femme, le nom de Françoise Desoul étant avancé par certains généalogistes.
Antoine Rabelais, sieur de la Devinière, sénéchal du Lerné, licencié ès lois, exerce la profession d'avocat, et, comme le plus ancien avocat du siège, il est en 1527, en l'absence des lieutenants généraux et particuliers, chargé de la plus haute juridiction dans le ressort de Chinon et ses alentours. Il possède un important domaine foncier .
À Chinon, la famille dispose une vaste maison, dite la maison d'Innocent le Pâtissier, qui devient, vers la fin du XVIe siècle, un cabaret à l'enseigne de la Lamproie. La présence de l’hôtellerie explique une ancienne bévue prétendant qu'il menait une vie d'aubergiste. On compte également dans ses possessions, dans la paroisse de Seuilly, la métairie de la Devinière (maison présumée natale de François Rabelais) dont il porte le nom.